# Per una bara piena di dollari
Per una bara piena di dollari è un film del 1971, diretto da Demofilo Fidani.

## Trama
George Hamilton detto Nevada Kid, è un ex soldato deve trovare gli assassini della sua famiglia massacrata dai messicani. L'uomo, con l'aiuto  del cacciatore di taglie John, riesce a vendicare la famiglia.

## Curiosità
Nel brevissimo ruolo di uno sceriffo e doppiato da Gianfranco Bellini c'è un giovane ma già noto Renzo Arbore.